# Michael Cooper
Michael Jerome Cooper Sr. (Los Angeles, 15 de Abril de 1956) É é um ex-basquetebolista norte-americano, e é atualmente treinador de basquetebol feminino.
Entre 1978 e 1990 Cooper jogou na liga profissional norte-americano NBA na equipe Los Angeles Lakers. Cooper jogou principalmente sobre a posição Ala-armador (Shooting Guards). Na década de 1980 ele foi eleito um dos melhores defensores.
Em 1994, ele começou como um assistente técnico no Lakers, em 1999 ele tornou treinador do Los Angeles Sparks na WNBA e foi logo em 2000 foi eleito treinador do Ano da WNBA. Em 2004 ele mais uma vez teve um trabalho de assistente técnico na NBA desta vez com a equipe Denver Nuggets. Cooper recentemente foi contratado pelo Nuggets desta vez como treinador interino.